# Ripalta Guerina
Ripalta Guerina (Riultelina in dialetto cremasco) è un comune italiano di 538 abitanti della provincia di Cremona, in Lombardia.

## Geografia fisica
Il territorio ha un'estensione piuttosto limitata e per la maggior parte uniforme e pianeggiante con un livello fondamentale della pianura variabile tra i 70 e i 74 m s.l.m., La zona orientale è, tuttavia, caratterizzata dalla valle fluviale del Serio, profonda anche più di 12 metri e con un orlo di scarpata piuttosto ripido. Complessivamente il territorio ha un'altitudine variabile tra i 56,2 e i 74,1 m s.l.m.
Oltre al Serio, l'unico corso d'acqua di una certa rilevanza è la Roggia Comuna, che costituisce anche il confine occidentale con il Comune di Moscazzano.
La temperatura media di gennaio si attesta intorno ad 1 °C, quella media del mese di luglio è pari a 24,5 °C. Il clima è di tipo temperato continentale con precipitazioni più frequenti in autunno e primavera e con l'inverno più siccitoso dell'estate.
Classificazione sismica: zona 3 (sismicità bassa). Classificazione climatica: E (i Gradi giorno sono 2.474; il limite massimo consentito per l'accensione dei riscaldamenti è di 14 ore giornaliere, dal 15 ottobre al 15 aprile).

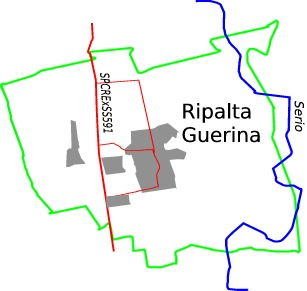
Mappa schematica del territorio di Ripalta Guerina

## Storia

### Simboli
Lo stemma e il gonfalone sono stati concessi con decreto del presidente della Repubblica del 7 dicembre 1958.
Stemma
Gonfalone

## Monumenti e luoghi d'interesse

### Chiesa parrocchiale di San Gottardo
L'edificio attuale è in stile neoclassico ed è il frutto di un parziale rifacimento operato nel 1814 per volere del parroco Carlo Confortini. È stata decorata all'interno da Angelo Ogliari e tra le tele va segnalata la serie dedicata alla Via Crucis.

### Villa Monticelli Toscanini
All'ingresso del nucleo abitato sorge una villa fatta erigere nel XVIII secolo dal marchese Monticelli. Si tratta di una villa con vari corpi e con dipendenze agricole. La facciata è sobria, con un balcone centrale e affiancata da portico. La villa è nota per essere stata residenza di villeggiatura del maestro Arturo Toscanini e oggi è stata in parte trasformata in ristorante di pregio.
All'interno della villa e, più in generale, nel paese di Ripalta Guerina, è stato girato il celebre film Gli Sbandati di Francesco Maselli.

## Società

### Evoluzione demografica
Abitanti censiti

### Etnie e minoranze straniere
Al 31 dicembre 2020 i cittadini stranieri sono 20.

## Infrastrutture e trasporti

### Strade
Il territorio è attraversato da una sola strada provinciale, la SP ex SS 591 Cremasca che unisce Bergamo a Codogno.

## Amministrazione
Elenco dei sindaci dal 1985 ad oggi.
| Periodo | Periodo   | Primo cittadino          | Partito                         | Carica  | Note |
| ------- | --------- | ------------------------ | ------------------------------- | ------- | ---- |
| 1985    | 1990      | Giovanni Luigi Scandelli | Democrazia Cristiana            | sindaco |      |
| 1990    | 1995      | Giovanni Luigi Scandelli | Democrazia Cristiana            | sindaco |      |
| 1995    | 1999      | Giovanni Luigi Scandelli | lista civica di centro-sinistra | sindaco |      |
| 1999    | 2004      | Giovanni Luigi Scandelli | lista civica di centro-sinistra | sindaco |      |
| 2004    | 2009      | Gian Pietro Denti        | lista civica                    | sindaco |      |
| 2009    | 2014      | Gian Pietro Denti        | lista civica                    | sindaco |      |
| 2014    | 2019      | Luca Giovanni Guerini    | lista civica                    | sindaco |      |
| 2019    | 2024      | Luca Giovanni Guerini    | lista civica                    | sindaco |      |
| 2024    | in carica | Luca Giovanni Guerini    | lista civica                    | sindaco |      |

### Altre informazioni amministrative
Tra il 1928 ed il 1955 il Comune di Ripalta Guerina veniva soppresso ed aggregato al Comune di Ripalta Cremasca.